# 親学推進議員連盟
親学推進議員連盟（おやがくすいしんぎいんれんめい）は2012年に発足した日本の超党派の議員連盟。別表記は「「親学」推進議員連盟」。
「親の役割や家庭のあるべき姿を考える」超党派議員により2012年4月10日に設立された。設立総会が国会内で開かれ、安倍晋三を会長、鳩山由紀夫を顧問として発足。設立総会には議員本人49名、代理32名が参加。親学推進協会の木村治美会長と高橋史朗理事長が提言をおこなったほか、元埼玉県教育委員の松居和や、TOSS代表の向山洋一ら100名が参加した。

## 活動
親学推進議員連盟は活動方針として「親学」を推進する家庭教育支援法の2012年内制定、政府への推進本部設置や地方自治体での条例制定、国民運動の推進などを謳った。高橋史朗の著書によれば、設立趣意書には「他に責任転嫁しないで、主体変容すること、自分が変わることによって、大災害などの国家的危機を乗り越えてきた日本人の精神的伝統を、親学によって甦らせ、危機に瀕する日本の教育を再生していきたい」と記されているとされる。
連盟の活動として公開勉強会と世話人会を開催した。
2012年5月末に同連盟は発達障害は「伝統的な子育て」で「予防」できるという趣旨の勉強会を行った。連盟事務局長の下村博文のブログでの報告に対して抗議が殺到し、下村はブログで謝罪した。勉強会の資料は科学的根拠を欠くとして日本発達障害ネットワークとアスペ・エルデの会が会長の安倍晋三に要望書を送った。同年5月、大阪維新の会は親学を提唱する高橋史朗の助言を受けた「家庭教育支援条例」案を大阪市会に提出したが、批判を受け撤回した。
上記条例案提出後、当議連は活動が困難になり1年足らずで解散に至った

## 役員・メンバー
2012年4月設立時に81人、同年6月に66人が所属していた。
設立時会長は安倍晋三、会長代行（代表代行）は高木義明、副会長は町村信孝、伊吹文明、河村建夫、中曽根弘文、小坂憲次、塩谷立、中山恭子、荒井広幸、小沢鋭仁、羽田雄一郎、三井辨雄、池坊保子、江口克彦、牧義夫、田島一成、幹事長は鈴木寛、常任幹事は山谷えり子、有村治子、事務局長は下村博文。

### メンバー
- 有村治子[16]
- 井上信治[17]
- 中曽根弘文[18]
- 西村康稔[19]
- 山口那津男[1]
- 笠浩史[2]
- 鳩山由紀夫（顧問[3][6][20]・2012年に引退）
- 森喜朗[6]（2012年に引退）
- 小坂憲次[21]（2016年に引退）
- 平沼赳夫[6]（2017年に引退）
- 渡辺喜美[22]（2022年に引退）

### 関連組織
2011年に沖縄県、大阪、熊本県、埼玉県、2012年10月に長野県で親学推進の議員連盟が発足した。大阪での発足には神谷宗幣も参加した。